# Yaesu VX-8R

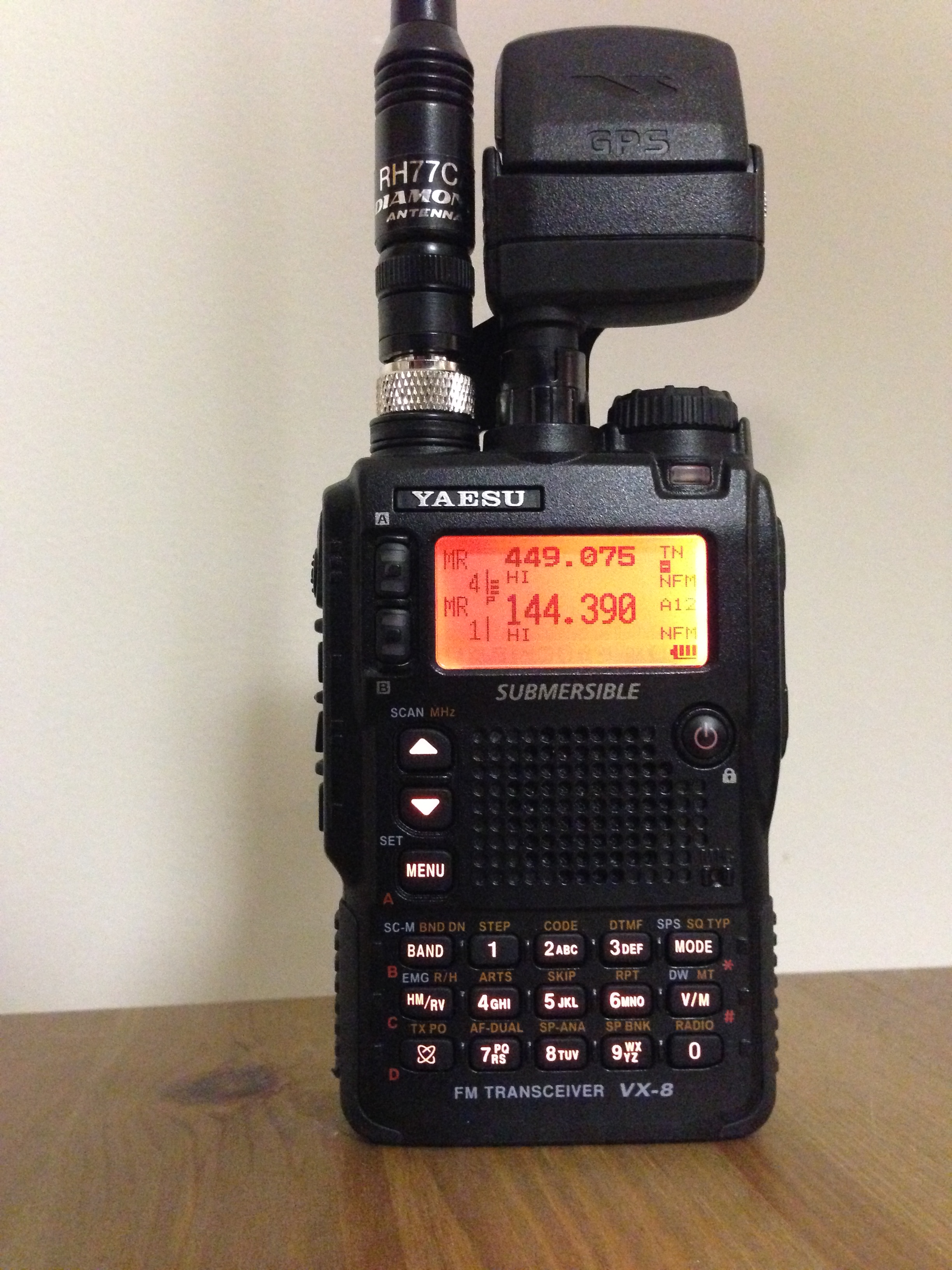
VX-8R mit direkt montiertem optionalem GPS-Modul. Die eingestellte 70-cm-Frequenz liegt außerhalb des in Deutschland dem Amateurfunkdienst zugewiesenen Bereich, bei der 2-m-Frequenz handelt sich um die APRS-Frequenz in den USA, in Deutschland ist hier SSB-Betrieb vorgesehen.

Das VX-8R ist ein Handsprechfunkgerät der japanischen Firma Yaesu für Amateurfunk-Anwendung.

## Geschichte und Varianten
Das Handfunkgerät ist seit Mitte 2009 in Deutschland erhältlich, in den USA war es davor schon eingeführt worden.
Für Ende April 2010 wurden für die USA zwei neue Version dieses Handfunkgerätes angekündigt: Beide Versionen verfügen über erweiterte APRS-Funktionalität (zum Beispiel Smart Beaconing).Die Version Yaesu VX-8DR entspricht mechanisch dem VX-8R. Vorhandene VX-8R-Geräte können per Software auf die VX-8DR Version erweitert werden. Die Version VX-8GR hat ein differierendes Gehäuse: der GPS-Empfänger ist das Gerät integriert und somit nicht mehr als externe Einheit zu montieren, allerdings kann keine Bluetooth-Einheit eingebaut werden. Diese Variante weist zum Anschluss des Lautsprechermikrofons einen 4-poligen Klinkenstecker ohne Verschraubung wie das Yaesu VX-6R auf und ist nicht mehr als wasserdicht, sondern nur noch als spritzwasserfest spezifiziert.

## Technische Eigenschaften

### Mechanische Eigenschaften
Das Gerät ist für einen robusten Einsatz ausgelegt und nach IPX7-Norm tauchfest.

### Sender und Empfänger
Das VX-8R ist für die 6-m-, 2-m-, (in US-Version 1,25 m) und 70-cm-Amateurfunkbänder ausgelegt, und sendet mit einer Ausgangsleistung von bis zu 5 Watt. Der Hauptempfänger arbeitet von 0,5 bis 999,90 MHz, der Subempfänger von 30–580 MHz; beides mit frequenzabhängig unterschiedlicher Empfindlichkeit.
Es ermöglicht den simultanen Empfang von zwei Frequenzen durch zwei separate VFOs. Auch ist die Lautstärke und Rauschschwelle für jeden Empfänger separat einstellbar.
Bänder können komplett oder in einem angegebenen Bereich (±1/2/5 MHz) gescannt werden.
Die „Emergency Automatic ID“ genannte Funktion erlaubt es den Sender ferngesteuert über ein CTCSS-Tonpaar zu aktivieren, um Personen lokalisieren bzw. kontaktieren zu können, die nicht mehr in der Lage sind, dies eigenständig zu tun.

### Modulationsarten
Das Gerät sendet in FM und empfängt in FM und NFM (Narrow-FM); es sendet und empfängt zudem im 6-m Amateurband in AM und FM, sowie (in US-Version) in FM im 1.25-m Band.
Das Gerät verfügt über DTMF-, DCS- und CTCSS-Funktionen und das Yaesu-eigene ARTS, sowie über ein Modem für 1200 und 9600 Baud. Dieses kann jedoch (im Gegensatz zum TH-D7E von Kenwood) nicht „von außen“ angesprochen werden, sondern ist nur für das interne APRS-System verfügbar. Für Packet Radio wird also ein externer TNC benötigt. Für den APRS-Betrieb kann ein spezieller GPS-Empfänger entweder direkt am Gerät oder an einem externen Mikrofon montiert werden. GPS-Geräte von Fremdherstellern werden nicht integriert; die GPS-Position kann manuell eingegeben werden.
Weiterhin besitzt das VX-8R eine barometrische Einheit, über die auch die Höhe und der Luftdruck via APRS weitergegeben werden können.

### Peripherie
Ähnlich wie beim IC-E92D von ICOM wird hier keine Standard-, sondern eine Spezialbuchse (siebenpolig, wie bei FTM-10) für den Anschluss des externen Mikrofons oder Programmieradapters verwendet. Zusätzlich ist über eine 3,5-mm-Klinkenbuchse ein Kopfhörer anschließbar. Beim Duoband-Betrieb ist jeder Empfänger getrennt auf den rechten und linken Ohrhörer wiedergegeben. Im Single-Band-Betrieb über beide Ohrhörer und beim Radioempfang in Stereo über die Ohrhörer.
Erstmals kann ein Handfunkgerät (ähnlich wie der Mobiltransceiver FTM-10) mit einer Bluetooth-Einheit ausgerüstet werden, so dass man normale Bluetooth-Headsets für den Funkbetrieb verwenden kann.